# Apaturina kietana
Apaturina kietana är en fjärilsart som beskrevs av Friedrich Wilhelm Niepelt 1916. Apaturina kietana ingår i släktet Apaturina och familjen praktfjärilar. Inga underarter finns listade i Catalogue of Life.